# Aurélie Laflamme
Aurélie Laflamme est le personnage principal de la suite romanesque Le Journal d'Aurélie Laflamme créé par l'auteure India Desjardins. Aurélie est une adolescente âgée de 14 ans (16 ans dans le huitième tome, 22 ans dans le neuvième et dernier tome) qui écrit dans son journal intime tous ses problèmes de façon humoristique.
Dans le film Le Journal d'Aurélie Laflamme et sa suite, son rôle est interprété par Marianne Verville.

## Biographie fictive
Aurélie Laflamme est née dans la région de Montréal, au Québec (Canada). Elle est la fille de France Charbonneau, femme travaillant dans le marketing et son père (dont le prénom n'est pas montré dans les romans) travaillait en administration. Son père étant décédé de l'embolie pulmonaire quand elle avait neuf ans, sa mère tombe par la suite dans une dépression en développant une obsession pour le ménage. Ce qui fait qu'Aurélie et sa mère ont une relation assez tumultueuse. Dans le tome 2, lorsque France commence à fréquenter son patron, François Blais, Aurélie désapprouve cette relation et a du mal à accepter François. Toutefois, au fil des romans, elle s'habitue peu à peu à sa présence, et lorsque le couple se sépare dans le tome 5 à cause de France qui était toujours en deuil du père d'Aurélie, Aurélie repousse François dans les bras de sa mère car elle réalise que celui-ci rend sa mère heureuse. Ils s'achètent même une nouvelle maison dans le sixième tome, non loin de l'école et des amis d'Aurélie.
Dans le tome 7, France annonce à sa fille qu'elle est enceinte de François, ce qui chamboule complètement Aurélie. Dans le huitième tome, lors du bal des finissants d'Aurélie, France met au monde son nouvel enfant, qui est une fille et elle l'appelle Sandrine. Aurélie maintient une très belle relation avec sa grand-mère paternelle, Simone Laflamme, avec qui elle a passé un été dans le troisième tome. Aurélie a également une petite chatte blanche, Sybil, depuis la fin du premier tome, qu'elle affectionne beaucoup.
Aurélie est très maladroite et superstitieuse, ce qui en fait un personnage très drôle et attachant. Dans les premiers tomes, elle croit être un extraterrestre oubliée sur Terre lors d'une mission, mais elle prendra de plus en plus sa place « sur Terre », ce qui est un élément récurrent tout au long des romans. Il est décrit qu'elle aime le chocolat (en développe même une certaine dépendance dans le tome 3), les « jujubes », la musique de Simple Plan, l'odeur de la vanille, les séries télévisées Les Frères Scott, Gilmore Girls, Gossip Girl et Alias (dont l'actrice Jennifer Garner), et déteste les oiseaux, les mathématiques et le camping. C'est aussi une fan de Harry Potter, de Twilight (ce qui explique son attirance pour les acteurs Daniel Radcliffe et Robert Pattinson) et des livres Archie. Elle lit régulièrement le magazine fictif pour adolescentes Miss Magazine.
Dans le premier tome, Aurélie était une étudiante de troisième secondaire dans une école privée pour filles et passait beaucoup de temps dans le bureau du directeur, Denis Beaulieu. Cependant, dans le tome 3, l'école ferme par faute d'inscription. Depuis le tome 4, Aurélie fréquente une école secondaire publique où elle fait son quatrième et cinquième secondaire, à la suite d'une partie de roche-papier-ciseaux qu'elle perd contre Kat.

## Tomes
Tome 1 : Le journal d'Aurélie Laflamme ; Extraterrestre... Ou presque !
Tome 2 :Le journal d'Aurélie Laflamme ; Sur le point de craquer !
Tome 3 :Le journal d'Aurélie Laflamme ; Un été chez ma grand-mère
Tome 4 : Le journal d'Aurélie Laflamme ; Le monde à l'envers
Tome 5 : Le journal d'Aurélie Laflamme ; Championne
Tome 6 :Le journal d'Aurélie Laflamme ; Ca déménage 
Tome 7 :Le journal d'Aurélie Laflamme ; Plein de secrets
Tome 8 :Le journal d'Aurélie Laflamme ; Les pieds sur terre 
Tome 9 :Le journal d'Aurélie Laflamme ; Voler de ses propres ailes 